# The Radiants
The Radiants waren eine US-amerikanische Rhythm-and-Blues-Gesangsgruppe, die von 1962 bis 1971 Schallplatten veröffentlichte.

## Mitglieder
- Maurice McAlister (1962–1967, 1971; Leadsinger)
- Wallace Sampson (1962–1971; Bariton)
- Jerome Brooks (1962–1967; 2. Tenor)
- Elzie Butler (1962–1967; Bass)
- Green McLauren (1962–1967; 1. Tenor)
- Leonard Caston Jr (1964, Tenor)
- Mitchell Bullock (ab 1967; Leadsinger für McAlister)
- James Jameson (ab 1967; Tenor für Jerome Brooks)

## Geschichte
1962 schloss die Chicagoer Schallplattenfirma Chess Records mit den fünf Chicagoer Sängern Maurice McAlister, Wallace Sampson, Jerome Brooks, Elzie Butler und Green McLauren, die sich „The Radiants“ nannten, einen Schallplattenvertrag ab. McAlister hatte schon früh im Jugendchor der Baptistenkirche gesungen und später mit Sampson, Brooks und Butler die Gospelgruppe The Troubadors gegründet. Ab 1961 wechselten die Troubadors zur Rhythm-and-Blues-Musik, fertigten Demobänder und machten sich auf die Suche nach einem Plattenvertrag. Nach zahlreichen Absagen hatten sie schließlich bei Chess Erfolg.
Mit McLauren als fünftem Sänger und dem neuen Namen „The Radiants“ wurde im Sommer 1962 unter Leitung des Produzenten Billy Davis die erste Single mit den Titeln Father Knows Best und One Day I'll Show You bei Chess aufgenommen. Nachdem Father Knows Best zunächst lokal, vor allem in Cleveland Interesse gefunden hatte, nahm auch das US-Musikmagazin Billboard den Titel in die Hot 100 auf, wo er jedoch nicht über Rang 100 hinauskam. Es dauerte zwei Jahre bis zur fünften Platte, ehe die Radiants mit dem Titel Voice Your Choice einen echten Erfolg erzielen konnten. Im Dezember 1964 wurde der Song in die Hot 100 aufgenommen und stieg bis zum Platz 51 auf. Mit Platz 10 in den Rhythm-and-Blues-Charts kam Voice Your Choice noch besser an. Bis 1968 konnten sich die Radiants noch mit drei weiteren Titeln in den Charts platzieren.
Schon 1967 hatte Mitchell Bullock McAlister als Leadsinger abgelöst. Auch Jerome Brooks und Elzie Butler waren ausgeschieden und durch James Jameson und Victor Caston ersetzt worden. 1971 kehrte McAlister als Ersatz für Caston noch einmal in die Gruppe zurück, die bei der kleinen Chicagoer Plattenfirma Twinight ihre letzte Single aufnahm. 1972 lösten sich die Radiants auf.

## Diskografie
Singles
| A/B-Seite                                             | Katalog-Nr. | veröffentl. |
| ----------------------------------------------------- | ----------- | ----------- |
|                                                       | Chess       |             |
| Father Knows Best / One Day I’ll Show You             | 1832        | 08.1962     |
| Heartbreak Society / Please Don’t Leave Me            | 1849        | 03.1963     |
| Shy Guy / I’m in Love                                 | 1872        | 11.1963     |
| I Gotta Dance to Keep My Baby / Noble the Bargain Man | 1887        | 08.1964     |
| Voice Your Choice / If I Only Had You                 | 1904        | 11.1964     |
| It Ain’t No Big Thing / I Got a Girl                  | 1925        | 04.1965     |
| Tomorrow / Whole Lot of Woman                         | 1939        | 07.1965     |
| Baby You’ve Got It / I Want to Thank You Baby         | 1954        | 03.1966     |
| Feel Kind of Bad / Anything You Do Is Alright         | 1986        | 12.1966     |
| Don’t Take Your Love / The Clown Is Clever            | 2021        | 09.1967     |
| Hold on / I’m Glad I’m the Loser                      | 2037        | 03.1968     |
| I’m Just A Man / Tears of a Clown                     | 2057        | 10.1968     |
| Ida Mae Foster / Choo Choo                            | 2066        | 03.1969     |
| Book of Love / Another Mule Is Kicking in Your Stall  | 2078        | 11.1969     |
| I’m So Glad I’m the Loser / Shadow of a Doubt         | 2083        | 03.1970     |
|                                                       | Twinight    |             |
| My Sunshine Girl / Don’t Wanna Face the Truth         | 153         | 03.1971     |

## Chartplatzierungen
Singles

| Jahr | Titel                 | Höchstplatzierung, Gesamtwochen, AuszeichnungChartplatzierungen (Jahr, Titel, Platzierungen, Wochen, Auszeichnungen, Anmerkungen) | Höchstplatzierung, Gesamtwochen, AuszeichnungChartplatzierungen (Jahr, Titel, Platzierungen, Wochen, Auszeichnungen, Anmerkungen) | Anmerkungen |
| Jahr | Titel                 | US | R&B | Anmerkungen |
| ---- | --------------------- | --- | --- | ----------- |
| 1962 | Father Knows Best     | US100 (1 Wo.)US | — |             |
| 1964 | Voice Your Choice     | US51 (9 Wo.)US | R&B10 (10 Wo.)R&B |             |
| 1965 | It Ain’t No Big Thing | US91 (3 Wo.)US | R&B14 (6 Wo.)R&B |             |
| 1967 | Feel Kind of Bad      | — | R&B47 (2 Wo.)R&B |             |
| 1968 | Hold On               | US68 (9 Wo.)US | R&B35 (7 Wo.)R&B |             |

grau schraffiert: keine Chartdaten aus diesem Jahr verfügbar